# Norbert Shamuyarira
Norbert Shamuyarira es un escultor de Zimbabue, nacido el año 1962  en  Chinhoyi.

## Datos biográficos
Norbert Shamuyarira nació en Chinhoyi , perdió a su madre a la edad de nueve años; poco después de su muerte, su padre abandonó a la familia. Su hermano más tarde se suicidó. Comenzó a esculpir en 1979, trabajando durante cuatro años con Bernard Takawira en Chitungwiza.